# Camchaya
Camchaya là một chi thực vật có hoa trong họ Cúc (Asteraceae).

## Loài
Chi Camchaya gồm các loài: